# Mistrzostwa Polski w Narciarstwie 1923
Mistrzostwa Polski w Narciarstwie 1923 – zawody sportowe, które odbyły się w 1923 w konkurencjach narciarskich w Polsce w Zakopanem. 

## Medaliści
| Dyscyplina              | Złoto                                | Srebro                            | Brąz                              |
| Kombinacja norweska     | Andrzej Krzeptowski I SNPTT Zakopane | Henryk Mückenbrunn SNPTT Zakopane | Aleksander Rozmus SNPTT Zakopane  |
| Bieg seniorów           | Henryk Mückenbrunn SNPTT Zakopane    | Szczepan Witkowski Czarni Lwów    |                                   |
| Skoki seniorów          | Andrzej Krzeptowski I SNPTT Zakopane | Aleksander Rozmus SNPTT Zakopane  | Henryk Mückenbrunn SNPTT Zakopane |
| Bieg kobiet             | Hanna Schiele SNPTT Zakopane         |                                   |                                   |
| Slalom                  | Andrzej Krzeptowski I SNPTT Zakopane |                                   |                                   |
| Wojskowy bieg patrolowy | DOK Nr V Kraków                      |                                   |                                   |